# 鳴門の増田建築
鳴門の増田建築（なるとのますだけんちく）は、1960年代から1980年代にかけての徳島県鳴門市において、建築家の増田友也が手がけた19の公共建築群の総称。
そのうち、鳴門市民会館、鳴門市役所本庁舎、勤労青少年ホーム、老人福祉センター、鳴門市文化会館の5作品は、DOCOMOMO JAPANによって「日本におけるモダン・ムーブメントの建築」に選出されている。鳴門市文化会館は公共建築百選の一つでもある。

## 作品リスト
1. 鳴門市民会館（1961）
2. 鳴門市役所本庁舎（1963）
3. 北灘東小学校（1972）
4. 北灘東幼稚園（1972)
5. 鳴門中学校（1972)
6. 市職員共済会館（1973)
7. 北灘西幼稚園（1974)
8. 瀬戸幼稚園（1975)[2][3]
9. 木津保育所（1975)
10. 勤労青少年ホーム（1975)
11. 桑島幼稚園（1976)
12. 瀬戸小学校体育館（1977)[2][3]
13. 老人福祉センター（1977)
14. 北灘西小学校（1977)
15. 鳴門第二中学校（1978)
16. 鳴門東小学校（1979)
17. 鳴門東幼稚園（1980)
18. 島田小学校・幼稚園（1981)[2][4]
19. 鳴門市文化会館（1982）